# Diver (NICO Touches the Wallsの曲)
「Diver」（ダイバー）は、NICO Touches the Wallsの8枚目のシングル。2011年1月12日にキューンレコードより発売された。

## 解説
前作「サドンデスゲーム」より約5ヶ月ぶりでのリリースで、「NARUTO」とのタイアップは「Broken Youth」以来2年5ヶ月ぶり、2回目となった。特典が多数付いていて、初回生産限定盤には『NARUTO -ナルト- 疾風伝』描き下ろしクリアステッカー・ワイドキャップステッカーAが、初回仕様限定盤には『NARUTO -ナルト- 疾風伝』描き下ろしクリアステッカー・ワイドキャップステッカーBが封入されている。その他にも初回仕様・初回生産共通の特典として2011年2月10日までの間使用できる新曲試聴アクセスコード（PCでのストリーミング配信のみ対応）と全国ツアー最速先行予約情報、そして同日に発売されるライブDVD「NICO Touches the Walls TOUR 2010『ミチナキミチ』のW購入者応募特典・NICO特製ノートブックカレンダー応募券封入されている。また、初回生産限定盤は収録曲も通常盤と異なり、DVDも付属されている。
オリコンシングルチャート初登場7位を記録し、シングル・アルバム通じて初のTOP10入りを果たした。

## 収録内容

### 通常盤
| 全作詞・作曲: 光村龍哉。 |                          |           |            |                                     |      |
| #                        | タイトル                 | 作詞      | 作曲・編曲 | 編曲                                | 時間 |
| 1.                       | 「Diver」                | 光村龍哉  | 光村龍哉   | NICO Touches the Walls & 岡野ハジメ | 4:10 |
| 2.                       | 「友情讃歌」             | 光村龍哉  | 光村龍哉   | NICO Touches the Walls              | 4:18 |
| 3.                       | 「Diver -Instrumental-」 | 光村龍哉  | 光村龍哉   |                                     | 4:10 |
| 合計時間:                | 合計時間:                | 合計時間: | 12:38      |                                     |      |

### 初回生産限定盤
| 全作詞・作曲: 光村龍哉。 |                            |           |            |                                     |      |
| #                        | タイトル                   | 作詞      | 作曲・編曲 | 編曲                                | 時間 |
| 1.                       | 「Diver」                  | 光村龍哉  | 光村龍哉   |                                     | 4:10 |
| 2.                       | 「友情讃歌」               | 光村龍哉  | 光村龍哉   |                                     | 4:18 |
| 3.                       | 「Broken Youth Live Ver.」 | 光村龍哉  | 光村龍哉   | NICO Touches the Walls & 岡野ハジメ | 6:17 |
| 4.                       | 「Diver Live Ver.」        | 光村龍哉  | 光村龍哉   |                                     | 4:28 |
| 合計時間:                | 合計時間:                  | 合計時間: | 19:13      |                                     |      |

| #  | タイトル               | 作詞 | 作曲・編曲 |
| -- | ---------------------- | ---- | ---------- |
| 1. | 「Diver」(Music Video) |      |            |

## 楽曲解説
1. Diver
テレビ東京系アニメ『NARUTO -ナルト- 疾風伝』オープニングテーマ[2]
テレビ東京系アニメ『NARUTO -ナルト- 少年篇』エンディングテーマ
1公演で1曲ずつ新曲を披露していったツアー「ミチナキミチ」で披露された全9曲の新曲のうち、もっともシングル化の要望が高かった曲。
2. 友情讃歌 [4:18]
バンド最初のワンマンライブ「成人前夜」のときの1回のみ披露されていた曲。学園祭ツアーで披露された。光村自身の学園祭の思い出が詰まったヒューマニティーあふれる新機軸な楽曲。
3. Broken Youth Live Ver.
初回生産限定盤のみに収録されているボーナストラック。2010年10月7日にCCレモンホールで行われた「LIVE2010 East×West アポロとルーナ～Night of Luna～」からのライブ音源。
4. Diver Live Ver.
初回生産限定盤のみに収録されているボーナストラック。2010年10月7日にCCレモンホールで行われた「LIVE2010 East×West アポロとルーナ～Night of Luna～」からのライブ音源。